# Mycetophila acarensis
Mycetophila acarensis är en tvåvingeart som beskrevs av Lane 1952. Mycetophila acarensis ingår i släktet Mycetophila och familjen svampmyggor. Inga underarter finns listade i Catalogue of Life.